# Dassault Aviation
Dassault Aviation és un constructor aeronàutic francès. Construeix sobretot avions d'ús civil però també avions militars. La societat va ser fundada per Marcel Dassault i és actualment dirigida per Eric Trappier.
Dassault Aviation és líder en el mercat d'avions civils a reacció d'alta gamma, controlant el 40% del mercat. L'americana Gulfstream Aerospace (filial de General Dynamics) i la canadenca Bombarder són els seus principals competidors sobre aquest segment.

## Història
Com a conseqüència de la nacionalització de les empreses aeronàutiques pel Front Popular de França, les fàbriques de Marcel Bloch van ser integrades a la Societat nacional de construccions aeronàutiques del Sud-oest (SNCASO). Disposant lliurement del seu despatx d'estudi, Marcel Bloch crea el 12 de desembre 1936 en reagrupant els seus mitjans la «Societat Anònima dels Avions Marcel Bloch (SAAMB)» amb l'objectiu de concebre i realitzar prototips que seran fabricats per les societats nacionalitzades. Però la seva independència no durarà i el 17 de febrer de 1937, el Ministeri de l'Aire integra el despatx d'estudi a la SNCASO.
Durant la Segona Guerra Mundial, Marcel Bloch és detingut en ser considerat perillós per a la defensa nacional i la seguretat pública. Les forces ocupants intentaran vanament obtenir la seva col·laboració, però Bloch es negarà escudant-se en la seva fràgil salut.
Durant aquest temps els seus col·laboradors s'encarreguen de preservar al màxim els interessos de la «Societat Anònima dels Avions Marcel Bloch (SAAMB)». El 17 d'agost de 1944 és deportat al camp de concentració de Buchenwald, on quasi és penjat per negar-se una vegada més a col·laborar amb els nazis. Seran militants comunistes els qui li salvaran la vida substituint el seu número de presoner pel d'un mort. Bloch fou alliberat l'11 d'abril de 1945.

## Models passats i presents
Mb significa: fabricat per la Societat Dels Avions Marcel Bloch

### Militars
- Bloch SEA IV, 1918
- MB 80-81, 1932
- MB 200, 1933
- MB 210, 1934
- MB 120, 1933
- MB 130, 1935
- MB 211, 1935
- MB 131, 1936
- MB 150-157, 1937
- MB 133, 1937
- MB 170, 1938
- MB 500, 1938
- MB 174, 1939
- MB 135, 1939
- MB 480, 1939
- MB 134, 1939
- MB 176, 1939
- MB 175, 1939
- MB 700, 1940
- MB 161, 1939
- MB 162, 1940
- MB 800, 1941
- MB 303, 1947
- MD 315 Flamant, 1947
- MD 450 Ouragan, 1951
- MD 452 Mystère II, 1951
- MD 453, 1952
- MD 454 Mystère IV, 1952
- MD 550 Mystère Delta, 1955
- Super Mystère B1, 1955
- Super Mystère B2, 1956
- Mirage III, 1956
- Étendard II, 1956
- Étendard IV, 1956
- MD 410 Spirale, 1960
- Mirage IV, 1960
- Balzac V, 1962
- Mirage F1, 1966
- Mirage 5, 1967
- Mirage G, 1967
- Milan, 1968
- Mirage G-4/G-8, 1971
- Alpha Jet, 1973
- Super-Étendard, 1974
- Falcon Guardian 01, 1977
- Mirage 2000, 1978
- Mirage 4000, 1979
- Mirage 50, 1979
- Falcon Guardian, 1981
- ATL 2, 1982
- Rafale, 1986
- nEUROn, 2012[2]

### Civils
- MB.60/61, 1930
- MB.90/92, 1932
- MB.120, 1932
- MB.220, 1936
- MB.161, 1937
- Mystère-Falcon 20, 1963
- Falcon 10, 1970
- Mercure 100, 1971
- Falcon 30, 1973
- Falcon 50, 1976
- Falcon 900, 1984
- Falcon 2000, 1993
- Falcon 900Ex, 1995
- Falcon 2000Ex, 2001
- Falcon 7X, 2005
- Falcon 900Dx, 2005
- Falcon 2000Dx, 2007
- Falcon 2000Lx, 2007
- Falcon 900Lx, 2009

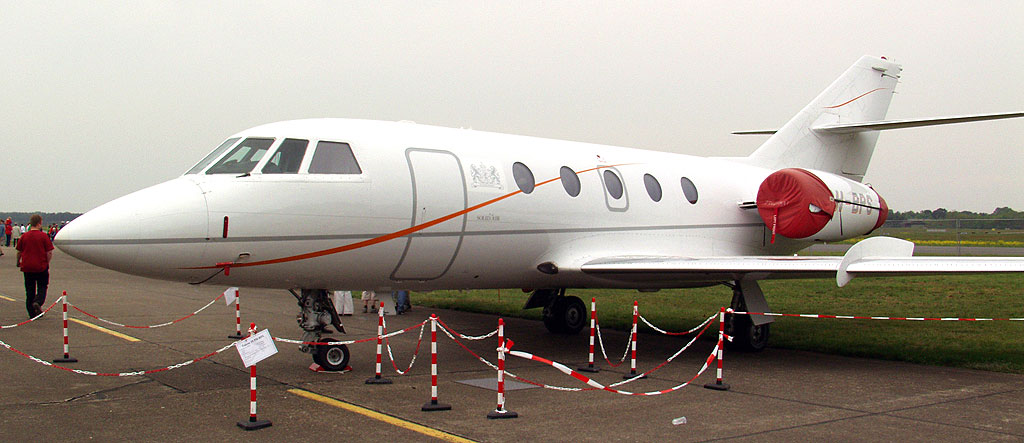
Dassault Falcon (Mystere) 20F-5 (PH-BPS)
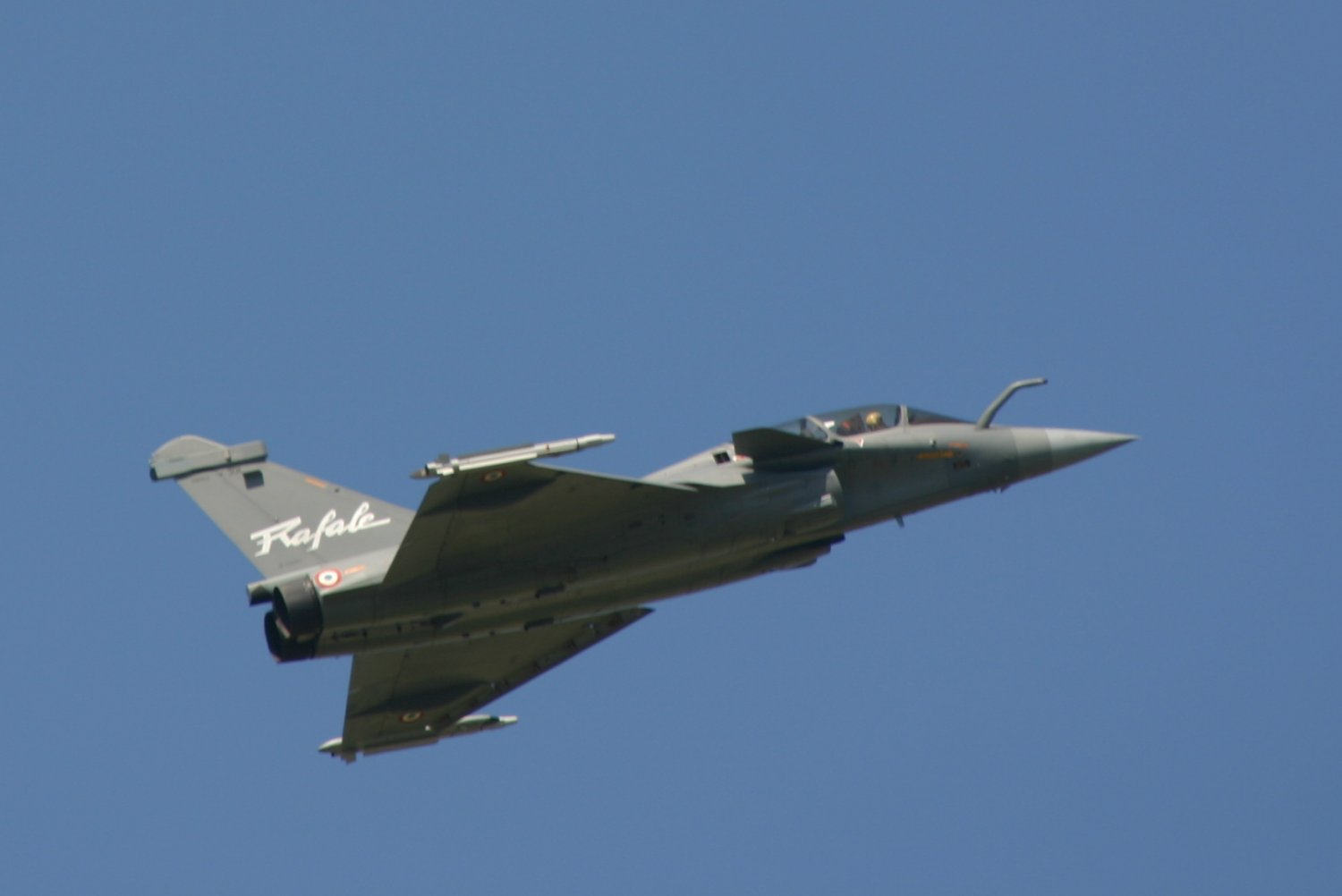
Dassault Rafale
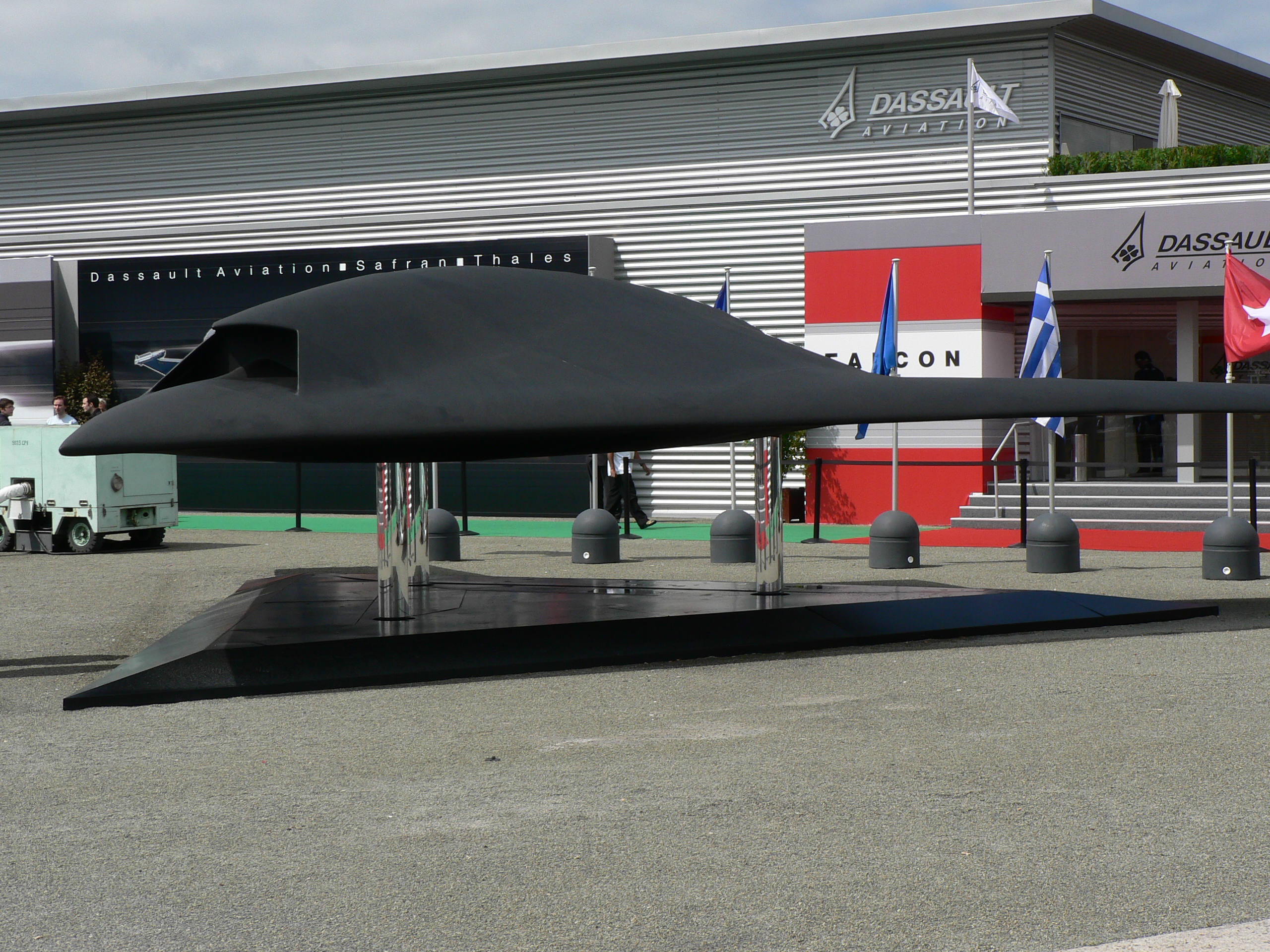
Dassault nEUROn